# Salzwiesen bei Aseleben
Koordinaten: 51° 29′ 40″ N, 11° 40′ 2″ O
Die Salzwiesen bei Aseleben sind ein Naturschutzgebiet in der Gemeinde Seegebiet Mansfelder Land im Landkreis Mansfeld-Südharz in Sachsen-Anhalt.
Das Naturschutzgebiet mit dem Kennzeichen NSG 0112 ist rund 37 Hektar groß. Es ist Bestandteil des rund 57 Hektar großen FFH-Gebietes „Röhrichte und Salzwiesen am Süßen See“ und wird vom Landschaftsschutzgebiet „Süßer See; Süßer und Salziger See“ umgeben. Das Gebiet steht seit 1995 unter Schutz (Datum der Verordnung: 15. Mai 1995). Es ersetzt das mit Datum 11. September 1967 ausgewiesene, frühere Naturschutzgebiet. Zuständige untere Naturschutzbehörde ist der Landkreis Mansfeld-Südharz.
Das aus zwei Teilflächen bestehende Naturschutzgebiet liegt am Südufer des Süßen Sees nordwestlich bzw. nordöstlich von Aseleben. Es stellt zwei flache Uferbereiche des Sees und die davor liegenden Wasserflächen unter Schutz. Die Uferbereiche werden großflächig von Feuchtwiesen und Röhrichtbeständen eingenommen, deren Vegetation von salzhaltigem Quell- und Drängwasser geprägt wird. Auf den Feuchtwiesen konnten sich charakteristische Salzpflanzengesellschaften mit Queller, Strandaster, Salzschwaden und Salzmelde entwickeln. Weiterhin kommen Wiesengerste, Strandwegerich, Breitwegerich, Stranddreizack, Strandmilchkraut und Erdbeerklee vor. Von besonderem Wert sind auch Orchideenvorkommen sowie Kleinblütige Schwarzwurzel, die hier ihre nordwestliche Verbreitungsgrenze erreicht und Sumpfknabenkraut, das in Sachsen-Anhalt nur hier vorkommt.
Die charakteristische Salzwiesenvegetation ist nur auf der Kleinen Salzwiese im östlichen Teil des Naturschutzgebietes erhalten, während im Bereich der Großen Salzwiese im westlichen Teil des Naturschutzgebietes die Salzvegetation durch Schilf- oder Brackwasserröhricht abgelöst wurde. Seeseitig schließen sich große Schilfflächen an die Wiesen- und Röhrichtbereiche an.
Die Schilfflächen sind Lebensraum verschiedener Rohrsängerarten sowie von Rohrweihe, Rohrdommel, Rohrammer, Bartmeise und Wasserralle. Auch zahlreiche Amphibien und Libellen sind im Naturschutzgebiet zu finden. Ferner laicht hier der in seinem Bestand bedrohte Kaulbarsch.